# Olympische Sommerspiele 1936/Fechten – Degen Mannschaft (Männer)
Der Mannschaftswettkampf im Degenfechten der Männer bei den Olympischen Spielen 1936 in Berlin fand vom 7. bis 8. August im Kuppelsaal und vor dem Haus des Deutschen Sports im Deutschen Sportforum statt.
Olympiasieger wurde Italien, vor Schweden und Frankreich.

## Mannschaften
| Ägypten                                                                             | Argentinien                                                                                    | Brasilien | Belgien                                                                                            | Belgien                                                                                            |
| ----------------------------------------------------------------------------------- | ---------------------------------------------------------------------------------------------- | --- | -------------------------------------------------------------------------------------------------- | -------------------------------------------------------------------------------------------------- |
| Mahmoud Ahmed Abdin Marcel Boulad Mauris Shamil Hassan Hosni Tawfik Anwar Tawfik    | Raúl Saucedo Luis Lucchetti Antonio Villamil Roberto Larraz Héctor Lucchetti                   | Moacyr Dunham Ricardo Vagnotti Henrique de Aguilar Ennio de Oliveira                                           | Raymond Stasse Robert T’Sas Charles Debeur Hervé du Monceau de Bergendael Jean Plumier Marcel Heim | Raymond Stasse Robert T’Sas Charles Debeur Hervé du Monceau de Bergendael Jean Plumier Marcel Heim |
| Chile                                                                               | Dänemark                                                                                       | Deutsches Reich                                                                                                | Frankreich                                                                                         | Frankreich                                                                                         |
| Ricardo Romero César Barros Tomas Barraza Julio Moreno Tomás Goyoaga                | Erik Hammer Sørensen Caspar Schrøder Aage Leidersdorff Preben Christiansen                     | Siegfried Lerdon Josef Uhlmann Hans Esser Eugen Geiwitz Ernst Röthig Otto Schröder                             | Philippe Cattiau Bernard Schmetz Georges Buchard Michel Pécheux Henri Dulieux Paul Wormser         | Philippe Cattiau Bernard Schmetz Georges Buchard Michel Pécheux Henri Dulieux Paul Wormser         |
| Griechenland                                                                        | Großbritannien                                                                                 | Königreich Italien                                                                                             | Kanada                                                                                             | Kanada                                                                                             |
| Christos Zalokostas Konstantinos Botasis Tryfon Triantafyllakos Konstantinos Bembis | Charles de Beaumont Douglas Dexter Bert Pelling Ian Campbell-Gray Terry Beddard Bertie Childs  | Edoardo Mangiarotti Giancarlo Cornaggia-Medici Saverio Ragno Franco Riccardi Giancarlo Brusati Alfredo Pezzana | Don Collinge Ernest Dalton Charles Otis George Tully                                               | Don Collinge Ernest Dalton Charles Otis George Tully                                               |
| Niederlande                                                                         | Österreich                                                                                     | Polen | Portugal                                                                                           | Portugal                                                                                           |
| Nicolaas van Hoorn Jan Schepers Willem Driebergen Cornelis Weber                    | Karl Hanisch Hans Schönbaumsfeld Roman Fischer Hugo Weczerek Rudolf Weber                      | Alfred Staszewicz Teodor Zaczyk Rajmund Karwicki Roman Kantor Kazimierz Szempliński Antoni Franz               | Henrique da Silveira Paulo Leal António de Menezes João Sassetti Gustavo Carinhas                  | Henrique da Silveira Paulo Leal António de Menezes João Sassetti Gustavo Carinhas                  |
| Schweden                                                                            | Schweiz                                                                                        | Tschechoslowakei                                                                                               | Ungarn                                                                                             | Vereinigte Staaten                                                                                 |
| Hans Granfelt Gustav Almgren Hans Drakenberg Birger Cederin                         | Jean Hauert Édouard Fitting Frédéric Fitting Edmond Göldlin Paul de Graffenried Charles Hauert | Robert Bergmann František Vohryzek Bohuslav Kirchmann Josef Kunt Alfred Klausnitzer Václav Rais                | Jenő Borovszki Tibor Székelyhidy Béla Bay Pál Dunay István Bezegh-Huszágh                          | Frank Righeimer Thomas J. Sands Tracy Jaeckel Gustave Heiss Joe de Capriles                        |

## Ergebnisse

### Runde 1

#### Pool 1
| Rang | Nation   | Punkte | Siege | Niederlagen | Kämpfe gewonnen | Kämpfe verloren | Kämpfe unentschieden |
| ---- | -------- | ------ | ----- | ----------- | --------------- | --------------- | -------------------- |
| 1    | Polen    | 2      | 1     | 1           | 17              | 15              | 0                    |
| 2    | Portugal | 2      | 1     | 1           | 16              | 16              | 0                    |
| 3    | Schweiz  | 2      | 1     | 1           | 15              | 17              | 0                    |

| Begegnung | Begegnung | Ergebnis    |
| --------- | --------- | ----------- |
| Polen     | Portugal  | 9:7         |
| Schweiz   | Polen     | 8:8 (35:32) |
| Portugal  | Schweiz   | 9:7         |

#### Pool 2
| Rang | Nation             | Punkte | Siege | Niederlagen | Kämpfe gewonnen | Kämpfe verloren | Kämpfe unentschieden |
| ---- | ------------------ | ------ | ----- | ----------- | --------------- | --------------- | -------------------- |
| 1    | Vereinigte Staaten | 2      | 1     | 0           | 9               | 3               | 0                    |
| 2    | Niederlande        | 2      | 1     | 0           | 8               | 6               | 2                    |
| 3    | Dänemark           | 0      | 0     | 2           | 9               | 17              | 2                    |

| Begegnung          | Begegnung   | Ergebnis          |
| ------------------ | ----------- | ----------------- |
| Niederlande        | Dänemark    | 8:6               |
| Vereinigte Staaten | Dänemark    | 9:3               |
| Vereinigte Staaten | Niederlande | nicht ausgetragen |

Da die Vereinigten Staaten und die Niederlande bereits für das Viertelfinale qualifiziert waren, verzichteten beide auf einen Kampf gegeneinander.

#### Pool 3
| Rang | Nation         | Punkte | Siege | Niederlagen | Kämpfe gewonnen | Kämpfe verloren | Kämpfe unentschieden |
| ---- | -------------- | ------ | ----- | ----------- | --------------- | --------------- | -------------------- |
| 1    | Großbritannien | 2      | 1     | 0           | 12              | 2               | 2                    |
| 2    | Frankreich     | 2      | 1     | 0           | 8               | 0               | 1                    |
| 3    | Chile          | 0      | 0     | 2           | 2               | 20              | 3                    |

| Begegnung      | Begegnung  | Ergebnis          |
| -------------- | ---------- | ----------------- |
| Großbritannien | Chile      | 12:2              |
| Frankreich     | Chile      | 8:0               |
| Großbritannien | Frankreich | nicht ausgetragen |

Da Großbritannien und Frankreich bereits für das Viertelfinale qualifiziert waren, verzichteten beide auf einen Kampf gegeneinander.

#### Pool 4
| Rang | Nation     | Punkte | Siege | Niederlagen | Kämpfe gewonnen | Kämpfe verloren | Kämpfe unentschieden |
| ---- | ---------- | ------ | ----- | ----------- | --------------- | --------------- | -------------------- |
| 1    | Schweden   | 2      | 1     | 0           | 9               | 1               | 0                    |
| 2    | Ägypten    | 2      | 1     | 0           | 9               | 7               | 0                    |
| 3    | Österreich | 0      | 0     | 2           | 8               | 18              | 0                    |

| Begegnung | Begegnung  | Ergebnis          |
| --------- | ---------- | ----------------- |
| Ägypten   | Österreich | 9:7               |
| Schweden  | Österreich | 9:1               |
| Schweden  | Ägypten    | nicht ausgetragen |

Da Schweden und Ägypten bereits für das Viertelfinale qualifiziert waren, verzichteten beide auf einen Kampf gegeneinander.

#### Pool 5
| Rang | Nation       | Punkte | Siege | Niederlagen | Kämpfe gewonnen | Kämpfe verloren | Kämpfe unentschieden |
| ---- | ------------ | ------ | ----- | ----------- | --------------- | --------------- | -------------------- |
| 1    | Argentinien  | 2      | 1     | 0           | 11              | 1               | 4                    |
| 2    | Belgien      | 2      | 1     | 0           | 8               | 2               | 1                    |
| 3    | Griechenland | 0      | 0     | 2           | 3               | 19              | 5                    |

| Begegnung   | Begegnung    | Ergebnis          |
| ----------- | ------------ | ----------------- |
| Argentinien | Griechenland | 9:7               |
| Belgien     | Griechenland | 9:1               |
| Argentinien | Belgien      | nicht ausgetragen |

Da Argentinien und Belgien bereits für das Viertelfinale qualifiziert waren, verzichteten beide auf einen Kampf gegeneinander.

#### Pool 6
| Rang | Nation             | Punkte | Siege | Niederlagen | Kämpfe gewonnen | Kämpfe verloren | Kämpfe unentschieden |
| ---- | ------------------ | ------ | ----- | ----------- | --------------- | --------------- | -------------------- |
| 1    | Königreich Italien | 2      | 1     | 0           | 8               | 2               | 1                    |
| 2    | Tschechoslowakei   | 2      | 1     | 0           | 8               | 7               | 1                    |
| 3    | Ungarn             | 0      | 0     | 2           | 9               | 16              | 2                    |

| Begegnung          | Begegnung          | Ergebnis          |
| ------------------ | ------------------ | ----------------- |
| Tschechoslowakei   | Ungarn             | 8:7               |
| Königreich Italien | Ungarn             | 8:2               |
| Tschechoslowakei   | Königreich Italien | nicht ausgetragen |

Da die Tschechoslowakei und Italien bereits für das Viertelfinale qualifiziert waren, verzichteten beide auf einen Kampf gegeneinander.

#### Pool 7
| Rang | Nation          | Punkte | Siege | Niederlagen | Kämpfe gewonnen | Kämpfe verloren | Kämpfe unentschieden |
| ---- | --------------- | ------ | ----- | ----------- | --------------- | --------------- | -------------------- |
| 1    | Deutsches Reich | 4      | 2     | 0           | 20              | 11              | 1                    |
| 2    | Kanada          | 2      | 1     | 1           | 13              | 18              | 1                    |
| 3    | Brasilien       | 0      | 0     | 2           | 13              | 17              | 2                    |

| Begegnung       | Begegnung | Ergebnis |
| --------------- | --------- | -------- |
| Deutsches Reich | Kanada    | 11:5     |
| Kanada          | Brasilien | 8:7      |
| Deutsches Reich | Brasilien | 9:6      |

### Viertelfinale

#### Pool 1
| Rang | Nation             | Punkte | Siege | Niederlagen | Kämpfe gewonnen | Kämpfe verloren | Kämpfe unentschieden |
| ---- | ------------------ | ------ | ----- | ----------- | --------------- | --------------- | -------------------- |
| 1    | Königreich Italien | 2      | 1     | 0           | 8               | 3               | 1                    |
| 2    | Vereinigte Staaten | 2      | 1     | 0           | 10              | 6               | 0                    |
| 3    | Tschechoslowakei   | 0      | 0     | 2           | 9               | 18              | 1                    |

| Begegnung          | Begegnung          | Ergebnis          |
| ------------------ | ------------------ | ----------------- |
| Vereinigte Staaten | Tschechoslowakei   | 10:6              |
| Königreich Italien | Tschechoslowakei   | 8:3               |
| Vereinigte Staaten | Königreich Italien | nicht ausgetragen |

Da Italien und die Vereinigten Staaten bereits für das Halbfinale qualifiziert waren, verzichteten beide auf einen Kampf gegeneinander.

#### Pool 2
| Rang | Nation          | Punkte | Siege | Niederlagen | Kämpfe gewonnen | Kämpfe verloren | Kämpfe unentschieden |
| ---- | --------------- | ------ | ----- | ----------- | --------------- | --------------- | -------------------- |
| 1    | Schweden        | 4      | 2     | 1           | 24              | 15              | 2                    |
| 2    | Deutsches Reich | 4      | 2     | 1           | 25              | 19              | 1                    |
| 3    | Niederlande     | 2      | 1     | 2           | 22              | 22              | 1                    |
| 4    | Ägypten         | 2      | 1     | 2           | 12              | 27              | 2                    |

| Begegnung       | Begegnung       | Ergebnis    |
| --------------- | --------------- | ----------- |
| Schweden        | Niederlande     | 9:7         |
| Ägypten         | Deutsches Reich | 8:8 (36:34) |
| Schweden        | Ägypten         | 8:0         |
| Deutsches Reich | Niederlande     | 9:4         |
| Deutsches Reich | Schweden        | 8:7         |
| Niederlande     | Ägypten         | 11:4        |

#### Pool 3
| Rang | Nation      | Punkte | Siege | Niederlagen | Kämpfe gewonnen | Kämpfe verloren | Kämpfe unentschieden |
| ---- | ----------- | ------ | ----- | ----------- | --------------- | --------------- | -------------------- |
| 1    | Portugal    | 2      | 1     | 1           | 9               | 5               | 0                    |
| 2    | Belgien     | 2      | 1     | 0           | 8               | 8               | 0                    |
| 3    | Argentinien | 2      | 1     | 0           | 13              | 17              | 0                    |

| Begegnung   | Begegnung   | Ergebnis          |
| ----------- | ----------- | ----------------- |
| Argentinien | Belgien     | 8:8 (35:34)       |
| Portugal    | Argentinien | 9:5               |
| Portugal    | Belgien     | nicht ausgetragen |

Da Portugal und Belgien bereits für das Halbfinale qualifiziert waren, wurde der letzte Kampf nicht ausgetragen.

#### Pool 4
| Rang | Nation         | Punkte | Siege | Niederlagen | Kämpfe gewonnen | Kämpfe verloren | Kämpfe unentschieden |
| ---- | -------------- | ------ | ----- | ----------- | --------------- | --------------- | -------------------- |
| 1    | Frankreich     | 4      | 2     | 0           | 22              | 9               | 1                    |
| 2    | Polen          | 4      | 2     | 0           | 16              | 11              | 2                    |
| 3    | Großbritannien | 0      | 0     | 2           | 9               | 17              | 3                    |
| 4    | Kanada         | 0      | 0     | 2           | 11              | 21              | 0                    |

| Begegnung  | Begegnung      | Ergebnis          |
| ---------- | -------------- | ----------------- |
| Polen      | Kanada         | 8:8 (35:36)       |
| Frankreich | Großbritannien | 13:6              |
| Polen      | Großbritannien | 8:3               |
| Frankreich | Kanada         | 9:3               |
| Polen      | Kanada         | nicht ausgetragen |
| Frankreich | Großbritannien | nicht ausgetragen |

Da Frankreich und Polen bereits für das Halbfinale qualifiziert waren, wurden die beiden letzten Kämpfe nicht mehr ausgetragen.

### Halbfinale

#### Pool 1
| Rang | Nation          | Punkte | Siege | Niederlagen | Kämpfe gewonnen | Kämpfe verloren | Kämpfe unentschieden |
| ---- | --------------- | ------ | ----- | ----------- | --------------- | --------------- | -------------------- |
| 1    | Frankreich      | 6      | 3     | 0           | 33              | 12              | 0                    |
| 2    | Deutsches Reich | 4      | 2     | 1           | 20              | 21              | 2                    |
| 3    | Belgien         | 2      | 1     | 2           | 25              | 19              | 1                    |
| 4    | Polen           | 0      | 0     | 3           | 8               | 34              | 1                    |

| Begegnung       | Begegnung       | Ergebnis |
| --------------- | --------------- | -------- |
| Frankreich      | Deutsches Reich | 12:4     |
| Belgien         | Polen           | 14:2     |
| Deutsches Reich | Belgien         | 8:7      |
| Frankreich      | Polen           | 12:4     |
| Frankreich      | Belgien         | 9:4      |
| Deutsches Reich | Polen           | 8:2      |

#### Pool 2
| Rang | Nation             | Punkte | Siege | Niederlagen | Kämpfe gewonnen | Kämpfe verloren | Kämpfe unentschieden |
| ---- | ------------------ | ------ | ----- | ----------- | --------------- | --------------- | -------------------- |
| 1    | Königreich Italien | 4      | 2     | 0           | 20              | 6               | 0                    |
| 2    | Schweden           | 4      | 2     | 0           | 17              | 14              | 1                    |
| 3    | Portugal           | 0      | 0     | 2           | 9               | 17              | 0                    |
| 4    | Vereinigte Staaten | 0      | 0     | 2           | 11              | 20              | 1                    |

| Begegnung       | Begegnung       | Ergebnis |
| --------------- | --------------- | -------- |
| Frankreich      | Deutsches Reich | 12:4     |
| Belgien         | Polen           | 14:2     |
| Deutsches Reich | Belgien         | 8:7      |
| Frankreich      | Polen           | 12:4     |
| Frankreich      | Belgien         | 9:4      |
| Deutsches Reich | Polen           | 8:2      |

### Finale
| Rang | Nation             | Punkte | Siege | Niederlagen | Kämpfe gewonnen | Kämpfe verloren | Kämpfe unentschieden |
| ---- | ------------------ | ------ | ----- | ----------- | --------------- | --------------- | -------------------- |
| 1    | Königreich Italien | 6      | 3     | 0           | 26              | 11              | 6                    |
| 2    | Schweden           | 4      | 2     | 1           | 21              | 22              | 5                    |
| 3    | Frankreich         | 2      | 1     | 2           | 21              | 23              | 4                    |
| 4    | Deutsches Reich    | 0      | 0     | 3           | 11              | 23              | 9                    |

| Begegnung          | Begegnung       | Ergebnis    |
| ------------------ | --------------- | ----------- |
| Frankreich         | Deutsches Reich | 8:6         |
| Königreich Italien | Schweden        | 10:5        |
| Schweden           | Deutsches Reich | 8:4         |
| Königreich Italien | Frankreich      | 9:5         |
| Schweden           | Frankreich      | 8:8 (32:31) |
| Königreich Italien | Deutsches Reich | 7:1         |